# Oblates de Sainte Françoise Romaine
Les Oblates de Sainte Françoise Romaine (en latin : Congregatio Oblatarum Turris Speculorum) sont une congrégation religieuse féminine catéchiste de droit pontifical.

## Historique
Le 15 août 1425, Françoise Romaine et neuf compagnes, toutes membres de riches familles romaines, s'engagent comme oblates au monastère olivétain de Santa Maria Nova à Rome dans le but de créer une confrérie ; mais le 25 mars 1433, elles louent une maison à Tor de 'Specchi, dans le rione de Campitelli, et commencent à mener une vie commune, se consacrant à la vie contemplative et au travail manuel, sans toutefois prononcer de vœux et sans clôture religieuse.
Cependant, la communauté n'a pas de reconnaissance juridique : la constitution Periculoso (en) de 1298 du pape Boniface VIII imposait la clôture religieuse aux communautés féminines, tandis que les décrets du concile du Latran IV  imposaient à ceux qui souhaitaient mener une vie commune l'adoption d'une règle approuvée. Pour les olivétains, comme pour tous les bénédictins, l'oblation n'implique pas de vœux ou l'observation d'une règle, mais indique un lien spirituel avec l'ordre. Pour régler la condition de la communauté, Françoise s'adresse au pape Eugène IV. Par lettre datée du 4 juillet 1433, le pontife accorde aux Oblates le privilège de mener une vie régulière, d'élire une présidente, de choisir librement un directeur spirituel ou un confesseur sans être sous la juridiction du curé local, et d'accueillir d'autres femmes. L'abbé général des olivétains, Baptiste de Poggibonsi, approuve les Oblates le 9 août 1439 et leur accorde une large autonomie par rapport aux moines.
Les Oblates se déclarent exemptées de la clôture religieuse imposée en 1566 à tous les monastères par la constitution Circa Pastoralis du pape Pie V, parce qu'elles n'appartiennent à aucun ordre. En tant qu'association laïque libre, la communauté est également épargnée par les lois anticléricales qui suivent l'annexion de Rome en 1870. Le code de droit canonique de 1917 reconnaît officiellement les instituts religieux de vœux simples ; au chapitre de 1947, les Oblates décident de devenir une congrégation religieuse et, à ce titre, sont approuvées par le pape Jean XXIII en 1958. 

## Activités et diffusion
Aujourd'hui, les Oblates se consacrent avant tout à l'enseignement du catéchisme aux enfants qui se préparent à la première communion et accueillent, dans leur couvent, les étudiants pendant toute la durée de leurs études. 
En 2017, la congrégation ne comptait qu'une seule maison à Rome avec 9 sœurs. 